# Ndélé
Ndélé (auch N’Délé) ist eine Stadt östlich des Bamingui-Bangoran Nationalparks in der Zentralafrikanischen Republik mit 10.850 Einwohnern (2003). Sie ist die Hauptstadt der Präfektur Bamingui-Bangoran im Norden des Landes.

## Klimatabelle
|                       | Jan  | Feb  | Mär  | Apr  | Mai  | Jun  | Jul  | Aug  | Sep  | Okt  | Nov  | Dez  |   |      |
| Mittl. Tagesmax. (°C) | 36,0 | 37,0 | 36,7 | 36,5 | 33,5 | 30,8 | 29,6 | 29,2 | 30,2 | 31,8 | 34,0 | 35,0 | ⌀ | 33,3 |
| Mittl. Tagesmin. (°C) | 19,4 | 20,4 | 22,5 | 22,5 | 21,8 | 21,0 | 20,4 | 20,4 | 20,2 | 20,0 | 18,6 | 18,4 | ⌀ | 20,5 |
|                       |      |      |      |      |      |      |      |      |      |      |      |      |   |      |
| Niederschlag (mm)     | 1    | 8    | 31   | 74   | 144  | 159  | 221  | 245  | 282  | 169  | 13   | 4    | Σ | 1351 |
|                       |      |      |      |      |      |      |      |      |      |      |      |      |   |      |
| Sonnenstunden (h/d)   | 9,3  | 9,3  | 8,2  | 7,0  | 6,8  | 6,8  | 5,4  | 5,3  | 5,6  | 6,6  | 8,9  | 8,3  | ⌀ | 7,3  |
|                       |      |      |      |      |      |      |      |      |      |      |      |      |   |      |
| Regentage (d)         | 0    | 1    | 2    | 6    | 12   | 12   | 14   | 16   | 16   | 12   | 2    | 0    | Σ | 93   |
|                       |      |      |      |      |      |      |      |      |      |      |      |      |   |      |
| Luftfeuchtigkeit (%)  | 37   | 34   | 45   | 62   | 71   | 79   | 83   | 85   | 82   | 78   | 61   | 46   | ⌀ | 63,7 |

| 19,4 |

| 20,4 |

| 22,5 |

| 22,5 |

| 21,8 |

| 21,0 |

| 20,4 |

| 20,4 |

| 20,2 |

| 20,0 |

| 18,6 |

| 18,4 |

| 19,4 |

| 20,4 |

| 22,5 |

| 22,5 |

| 21,8 |

| 21,0 |

| 20,4 |

| 20,4 |

| 20,2 |

| 20,0 |

| 18,6 |

| 18,4 |

## Geschichte
Über die Gründung der Stadt Ndélé sind in der Bevölkerung seit Ende des 19. Jahrhunderts zwei verschiedene Versionen im Umlauf.
Nach den Nduka zufolge hätte Sultan Senoussi nach der Versöhnung mit dem Sultan von Wadai, die Anführer der Nduka gebeten, einen sicheren Platz für die Gründung einer neuen Hauptstadt zu erkunden, da sich die alte in unmittelbarer Reichweite zu den Wadai befand. Die Wahl fiel auf das Hochland von Ndélé. Ndélé bedeutet in der Version der Nduka „Haus der Prostituierten“, was gleichbedeutend mit einem attraktiven Ort ist.
Die Banda behaupten ihrerseits, die Stadt als Erste besiedelt zu haben. Als der Sultan sich von den Wadai bedroht fühlte, hätte dieser schließlich entschieden sich mit den Banda zu verbünden und bei ihnen Unterschlupf zu suchen. In der Version der Banda leitet sich Ndélé von Kaga Endé („Schwalbenfelsen“) ab.
Am 10. Dezember 2012 wurde die Stadt im Zuge einer Offensive von den Séléka-Rebellen eingenommen.

## Stadtbild
Ndélé wurde nach der Ermordung von Sultan Sénoussi 1911 von den Franzosen erobert und ist heute eine moderne Stadt, die aber immer noch Spuren des ehemaligen Sultanats aufweist. Sie teilt sich in Wohnviertel von Nachkommen der Sklaven (Banda, Ndouka, Djémé, Sara, Rounga, Mandja usw.) und Sklavenhändler (Djellaba, Bornou, Hausa) auf.
Am nordwestlichen Stadtrand liegt der Flugplatz Ndélé.

## Bevölkerung
Die Stadt sowie die umliegende Präfektur gelten als Schmelztiegel, da sich hier unterschiedliche Bevölkerungsgruppen und Kulturen vermischen.

## Sehenswürdigkeiten
Der Tata, der befestigte Palast des Sultans, befindet sich auf einem Hügel oberhalb der Stadt. Ndélé, der Palast und die Höhlen von Kaga-Kpoungouvou stehen seit 2006 in der Tentativliste für die Aufnahme ins UNESCO-Welterbe.

## Persönlichkeiten
- Mahamat Kamoun (* 1961), Premierminister der Zentralafrikanischen Republik (2014–2016)